# Longchamp (Haute-Marne)
Longchamp é uma comuna francesa na região administrativa de Grande Leste, no departamento de Haute-Marne. Estende-se por uma área de 6,11 km². Em 2010 a comuna tinha 66 habitantes (densidade: 10,8 hab./km²).